# Marbles on the Road
Marbles on the Road – DVD koncertowe zespołu Marillion. Koncert był nagrywany 10 i 11 lipca 2004 roku w Astorii w Londynie. Na dodatkowym dysku wersji limitowanej znajduje się brakująca reszta występu (ścieżki od 1 do 7) oraz wykonania utworów z Marbles jeszcze przed wydaniem albumu, podczas Marillion Weekend 2003 (ścieżki 8-11).

## Lista utworów
1. The Invisible Man
2. Marbles I
3. You're Gone
4. Angelina
5. Marbles II
6. Don't Hurt Yourself
7. Fantastic Place
8. Marbles III
9. The Damage
10. Marbles IV
11. Neverland
12. Bridge
13. Living With the Big Lie
14. The Party
15. Between You and Me
16. Uninvited Guest
17. Cover My Eyes

### Dodatki
1. Marbles EPK
2. You're Gone (Promo Video)
3. Don't Hurt Yourself (Promo Video)
4. Hidden Extras

## Wersja limitowana
1. This is the 21st Century
2. Quartz
3. Estonia
4. Afraid of Sunlight
5. The Great Escape
6. King
7. Easter
8. Angelina
9. Neverland
10. Don't Hurt Yourself
11. Ocean Cloud

### Dodatki
1. You're Gone (Alternate Video)
2. Don't Hurt Yourself (Extended Video)
3. Hidden Extras